# Hellene-Riff
Koordinaten: 59° 18′ 48,1″ N, 10° 38′ 20″ O
Das Hellene-Riff ist eine Untiefe am östlichen Rand des Oslofjords in der Fylke (Provinz) Østfold in Norwegen.
Das Riff befindet sich südwestlich der Insel Eldøya und nordwestlich der weiter südlich gelegenen Insel Store Sletter in dem für die Schifffahrt gefährlichen Gebiet der Untiefen Eldøygrunnen (13 m unter Seekartennull), Hausen (7 m unter SKN) und Hellene-Riff (8 m unter SKN). Hausen und Hellene liegen dabei im Landschaftsschutzgebiet („landskapsvernområde“) Eldøya-Sletter, das 1997 zum Erhalt der örtlichen Natur- und Kulturlandschaft mit besonders interessanter Geologie und Botanik eingerichtet wurde.
Der von der britischen Admiralität veröffentlichte Norway Pilot von 1897 warnte Schiffsführer, die Insel Eldøya mit ausreichend großem Abstand westlich zu passieren, um das Hellene-Riff und die benachbarten Untiefen Eldøyrevet, Hausen und Eldøygrunnen zu vermeiden. Die gleiche Warnung, im Wortlaut, fand sich im 1915 vom US-amerikanischen Bureau of Navigation veröffentlichten Scandinavia Pilot.
In diesem Gebiet geriet in der Nacht vom 14. zum 15. April 1940, während der deutschen Invasion Norwegens („Unternehmen Weserübung“), ein Transport-Geleitzug der Kriegsmarine auf die Felsen. Das Minensuchboot M 1101 riss sich auf dem Hellene-Riff den Rumpf auf und sank innerhalb von 25 Minuten. Auch M 1105 geriet auf das Riff und schlug leck, konnte aber wieder freikommen. M 1104 rammte einen fälschlicherweise für ein U-Boot gehaltenen Felsen und schlug dabei ebenfalls leck, blieb aber manövrierfähig. Der dem Durcheinander ausweichende Transporter Urundi lief ebenfalls auf einen Felsen und saß dort fest, bis er am 16. Mai geborgen und nach Sandefjord zur Reparatur geschleppt werden konnte.